# Joseph F. Guffey
Joseph F. Guffey (Westmoreland megye, 1870. december 29. – Washington, 1959. március 6.) az Amerikai Egyesült Államok szenátora (Pennsylvania, 1935–1947).